# Isla Payer
La isla Payer (del ruso: остров Пайера, ostrov Payera) es una isla en la Tierra de Francisco José, en la Federación de Rusia. Su superficie es de 160 km².
Isla Payer es parte del subgrupo de la tierra Zichy del archipiélago de Francisco José.
Esta isla lleva el nombre del austro-húngaro Julius Johannes Ludovicus von Payer un explorador y pintor de paisajes del Ártico, uno de los líderes de la Expedición al Polo Norte austro-húngara.